# Leominster
Leominster (wym. /ˈlɛmstə/) – miasto i civil parish w Wielkiej Brytanii, w Anglii, w regionie West Midlands, w hrabstwie Herefordshire, w dystrykcie (unitary authority) Herefordshire. Leży 19,1 km od miasta Hereford i 199,5 km od Londynu. W 2011 roku civil parish liczyła 11 691 mieszkańców. Leominster jest wspomniane w Domesday Book (1086) jako Leo(f)minstre.
W Leominister spoczywają m.in. polscy żołnierze – kpt. Seweryn Dziewicki (1812–1862, powstaniec listopadowy) i gen. Stanisław Józef Kozicki (1893-1948).

## Miasta partnerskie
- Saverne, Francja
- Tengeru, Tanzania